# Ryōko Moriyama
Pour les articles homonymes, voir Moriyama (homonymie).
Ryōko Moriyama (森山 良子, Moriyama Ryōko), née le 18 janvier 1948, est une chanteuse et actrice japonaise.

## Biographie
En 1969, sa chanson Kinijirareta koi se vend à plus d'un million d'exemplaires. En 1998, elle chante la chanson thème des  Jeux olympiques d'hiver à Nagano lors de la cérémonie d'ouverture.

## Filmographie partielle
- 1998 : Give It All (がんばっていきまっしょい, Ganbatte ikimasshoi?) d'Itsumichi Isomura (ja)
- 2013 : Blindly in Love (箱入り息子の恋, Hakoiri musuko no moi?) de Masahide Ichii (ja) : la mère de Kentaro
- 2014 : Souvenirs de Marnie (思い出のマーニー, Omoide no Mānī?) : femme âgée (voix)